# 坂井成政
坂井 成政（さかい なりまさ、生年不詳 - 寛永2年4月3日（1625年5月9日））は、江戸時代初期の旗本。通称は半左衛門。本姓は赤川氏。坂井成利の子。兄に成高（善右衛門）。正室は新庄直忠の娘。子に成令。

## 略歴
父の成利は初め織田信長に仕え、坂井政尚と義兄弟の契りを結び、信長の命により坂井姓に改めた。その後織田信雄、豊臣秀吉に仕え伊勢に2000石の領地を賜る。慶長5年（1600年）、領地において一揆が発生し、殲滅を焦って矢を受けて戦死した。
同年、成政は会津征伐の下野小山の陣で山岡景友、岡田善同などの口添えにより徳川家康に拝謁した。関ヶ原の戦いでは景友の陣に属して戦功あり、近江蒲生郡にて新たに500石を賜る。なお、父成利の遺領は相続していない。大坂の陣両陣では松平正綱に属して戦う。家康が没したのち、徳川秀忠に仕えて大番となり、寛永2年（1625年）に死去。家督は子の成令が継いだ。
法名は道英。墓所は江戸芝伊皿子の大円寺（現在は杉並区に移転）。
子孫はイラストレーターの坂井永年。

## 系譜
- 父：坂井成利
- 母：不詳
- 正室：新庄直忠の娘
- 生母不明の子女
  - 男子：坂井成令